# FZ Большой Медведицы
FZ Большой Медведицы (лат. FZ Ursae Majoris), HD 77833 — одиночная переменная звезда в созвездии Большой Медведицы на расстоянии приблизительно 1657 световых лет (около 508 парсеков) от Солнца. Видимая звёздная величина звезды — от +7,62m до +7,41m.

## Характеристики
FZ Большой Медведицы — красная пульсирующая медленная неправильная переменная звезда (LB) спектрального класса Ma.